# Connor Fields
Connor Evan Fields (* 14. September 1992 in Plano) ist ein ehemaliger US-amerikanischer Radrennfahrer, der im BMX-Racing aktiv war.

## Sportlicher Werdegang
Seit 2008 nimmt Fields am UCI-BMX-Weltcup teil. 2010 wurde er Dritter der Gesamtwertung, 2011 erzielte er seinen ersten Weltcup-Sieg, 2013 gewann er erstmals die Weltcup-Gesamtwertung. In den Jahren 2012 und 2013 wurde er Weltmeister im BMX-Zeitfahren.
Fields hat an den Olympischen Sommerspielen 2012 in London teilgenommen und belegte den 7. Platz. Bei den Olympischen Sommerspielen 2016 in Rio de Janeiro gewann er die Goldmedaille und damit die erste Goldmedaille für das US-amerikanische Team im BMX-Race überhaupt.
Nach zwei schwächeren Jahren kehrte er 2020 zu alter Stärke zurück und gewann das zweite Mal die Weltcup-Gesamtwertung. Im Juni 2021 wurde er für die Olympischen Sommerspiele 2020 in Tokio nominiert.
Fields stürzte im Halbfinale des Olympia-Rennens und prallte mit dem Kopf voran auf den Boden. Der Franzose Sylvain André und der Niederländer Twan van Gendt konnten nicht ausweichen und kollidierten mit Fields. Die Behandlung auf der Strecke führte zu seinem Abtransport mittels Trage. Später konnte Entwarnung gegeben werden, wie der Teamarzt mitteilte, sei Fields wach. Danach kehrte er bisher nicht in den Rennsport zurück.

## Erfolge
| 2011 - Panamerikanische Spiele – Race - ein Erfolg UCI-BMX-World-Cup 2012 - Weltmeister – Zeitfahren - US-Meister – Race - zwei Erfolge UCI-BMX-World-Cup 2013 - Weltmeister – Zeitfahren - ein Erfolg und Gesamtwertung UCI-BMX-World-Cup 2014 - US-Meister – Race | 2015 - Weltmeisterschaften – Zeitfahren 2016 - Olympische Spiele – Race - US-Meister – Race 2017 - zwei Erfolge UCI-BMX-World-Cup 2020 - US-Meister – Race - zwei Erfolge und Gesamtwertung UCI-BMX-World-Cup 2021 - US-Meister – Race |